# Wybory prezydenckie w Rumunii w 1990 roku
Wybory prezydenckie w Rumunii w 1990 roku zostały przeprowadzone 20 maja 1990. Tego samego dnia odbyły się również wybory parlamentarne. Były to pierwsze wybory po przemianach ustrojowych, odwołaniu i egzekucji komunistycznego dyktatora Nicolae Ceaușescu i delegalizacji Rumuńskiej Partii Komunistycznej. W wyniku wyborów prezydentem Rumunii został Ion Iliescu, działacz tworzonego w dużej mierze przez postkomunistów Frontu Ocalenia Narodowego, który w pierwszej turze głosowania otrzymał 85,07% głosów.

## Wyniki wyborów
| Kandydat           | Poparcie                                              | Głosy      | %      |
| ------------------ | ----------------------------------------------------- | ---------- | ------ |
| Ion Iliescu        | Front Ocalenia Narodowego                             | 12,232,498 | 85,07  |
| Radu Câmpeanu      | Partia Narodowo-Liberalna                             | 1,529,188  | 10,64  |
| Ion Rațiu          | Partia Narodowo-Chłopska-Chrześcijańsko-Demokratyczna | 617,007    | 4,29   |
| Razem              | Razem                                                 | 14 826 616 | 100,00 |
| Wyborcy/frekwencja | Wyborcy/frekwencja                                    | 17 200 722 | 86,19  |